# 栗子房镇
栗子房镇，是中华人民共和国辽宁省大連市庄河市下辖的一个乡镇级行政单位。

## 行政区划
栗子房镇下辖以下地区：
双庙村、凤堡村、张炉村、永记村、栗子房村、地窨河村、大十间村、砬窑村、林坨村、范屯村、下川村、兴隆村、大屯村、南尖村、陶屯村、协成村、常隆村、大邵村、四家村和大谭村。